# Рыбкин, Андрей Петрович
Андрей Петрович Рыбкин (22 мая 1920 — 21 ноября 1987) — советский военнослужащий, участник Великой Отечественной войны, Герой Советского Союза, командир батальона 286-го гвардейского стрелкового полка 94-й гвардейской Звенигородской ордена Суворова стрелковой дивизии 5-й ударной армии 1-го Белорусского фронта, гвардии капитан.

## Биография
Родился 22 мая 1920 года в городе Лубны ныне Полтавской области в семье рабочего. Русский. Член КПСС с 1947 года. Окончил семь классов Тернавщинской средней школы. С 1933 года воспитанник 13-го кавалерийского полка Северокавказского военного округа.
В 1938 году призван в ряды Красной Армии. В 1939 году окончил Орджоникидзевское пехотное училище. В боях Великой Отечественной войны с августа 1942 года. Воевал на Юго-Западном, Серо-Кавказском, Степном и 1-м Белорусском фронтах. Был четырежды ранен.
В январе 1945 года на западном берегу Вислы наши войска захватили несколько плацдармов. С Мангушевского плацдарма готовилась перейти в наступление 5-я ударная армия 1-го Белорусского фронта. Враг оказывал упорное сопротивление в районе населённого пункта Подосе. Нужно было незаметно для противника занять позиции для наступления. Командование поставило задачу: прорвать оборону гитлеровцев, форсировать реку Пилицу и создать условия для входа в прорыв большой массы танков. Успех могли обеспечить только молниеносные действия. Нанести врагу первый удар поручили 286-му гвардейскому стрелковому полку, в составе которого действовал батальон гвардии капитана А. П. Рыбкина. Утром 14 января 1945 года на передний край обороны врага обрушился шквал огня и металла. После артиллерийской подготовки поднялись в атаку стрелковые подразделения. Когда батальон А. П. Рыбкина занял первую линию траншей, в бой были введены основные силы дивизии и танковая бригада. Танкисты во взаимодействии с пехотинцами батальона прорвались к речке Пилица в районе польского города Варка, захватили переправу, которую не успел уничтожить враг, и форсировали водную преграду. Несмотря на то, что действовать приходилось на открытой местности, а противник вёл сильный артиллерийский и пулемётный огонь, воины подразделения А. П. Рыбкина надежно удерживали плацдарм на левом берегу. Вскоре батальон прорвал оборону противника. Было уничтожено около 300 гитлеровцев, захвачены 16 орудий, 6 миномётов. В этом бою А. П. Рыбкин был ранен, но продолжал руководить подразделением.
Указом Президиума Верховного Совета СССР от 27 февраля 1945 года за мужество и отвагу, проявленные при форсировании реки Пилица и удержании плацдарма гвардии капитану Андрею Петровичу Рыбкину присвоено звание Героя Советского Союза с вручением ордена Ленина и медали «Золотая Звезда».
После окончания Великой Отечественной войны продолжал службу в армии. С 1954 года подполковник А. П. Рыбкин — в запасе. Работал старшим инженером в трамвайно-троллейбусном управлении. Затем проректором Киевского торгово-экономического института. Много сил и энергии отдавал военно-патриотическому воспитанию молодёжи. Жил в Киеве. Скончался 21 ноября 1987 года. Похоронен в Киеве на Байковом кладбище.
Награждён орденом Ленина, орденом Красного Знамени, орденом Отечественной войны 1-й и 2-й степени, медалями.